# Eleutheria claparedeii
Eleutheria claparedeii är en nässeldjursart som beskrevs av Gustav Hartlaub 1889. Eleutheria claparedeii ingår i släktet Eleutheria och familjen Eleutheriidae. Inga underarter finns listade i Catalogue of Life.